# Benthothuria funebris
Benthothuria funebris е вид морска краставица от семейство Synallactidae. Видът не е застрашен от изчезване.

## Разпространение и местообитание
Разпространен е в Исландия, Мавритания и Португалия (Азорски острови).
Среща се на дълбочина от 2600 до 3753 m, при температура на водата от 2,9 до 3,3 °C и соленост 34,9 – 35 ‰.